# Insurgentes Pípila
Insurgentes Pípila är en ort i Mexiko.   Den ligger i kommunen Santa Cruz de Juventino Rosas och delstaten Guanajuato, i den centrala delen av landet, 240 km nordväst om huvudstaden Mexico City. Insurgentes Pípila ligger 1 800 meter över havet och antalet invånare är 301.
Terrängen runt Insurgentes Pípila är platt åt sydost, men åt nordväst är den kuperad. Runt Insurgentes Pípila är det ganska tätbefolkat, med 160 invånare per kvadratkilometer. Närmaste större samhälle är Santa Cruz de Juventino Rosas, 3,1 km sydväst om Insurgentes Pípila. Trakten runt Insurgentes Pípila består till största delen av jordbruksmark.